# Mécanique relativiste
En physique, la mécanique relativiste se rapporte à la mécanique compatible avec la relativité restreinte (RR) et la relativité générale (RG).
Elle fournit une description non-quantique d'un système de particules, ou d'un liquide, dans le cas où les vitesses de déplacement des objets sont comparables à la vitesse de la lumière c. En conséquence, la mécanique classique est étendue correctement aux particules se déplaçant à des vitesses et des énergies élevées, et assure une inclusion cohérente de l'électromagnétisme avec la mécanique des particules. Ce n'est pas possible dans la relativité galiléenne, où il est permis aux particules et à la lumière de voyager à n'importe quelle vitesse, y compris plus vite que la lumière. Les fondements de la mécanique relativistes sont les postulats de la relativité restreinte et de la relativité générale. L'unification de la relativité restreinte avec la mécanique quantique est la mécanique quantique relativiste, tandis que les tentatives pour faire de même avec la relativité générale s'appelle la gravité quantique, un problème non résolu de la physique.
Comme en mécanique classique, le sujet peut être divisé en deux : la « cinématique » ; la description du mouvement en indiquant les positions, les vitesses et les accélérations, et la « dynamique » ; une description complète en considérant les énergies, les impulsions, les moments cinétiques et leurs lois de conservation, et les forces agissant sur les particules ou exercées par les particules. Il y a cependant une subtilité ; ce qui semble être « en mouvement » et ce qui est « au repos » — qui est dénommé par « statique » en mécanique classique — dépend de la vitesse relative des observateurs mesurée dans le référentiel.

## Cinématique relativiste
La quadrivitesse relativiste, c'est-à-dire le quadrivecteur représentant la vitesse en relativité, est défini comme suit :
{\displaystyle {\boldsymbol {\mathbf {U} }}={\frac {d{\boldsymbol {\mathbf {X} }}}{d\tau }}=\left({\frac {cdt}{d\tau }},{\frac {d\mathbf {x} }{d\tau }}\right)}
Ci-dessus, {\displaystyle {\tau }} est le temps propre du chemin à travers l'espace-temps, appelée ligne d'univers, suivi de la vitesse de l'objet représenté ci-dessus, et
{\displaystyle {\boldsymbol {\mathbf {X} }}=(ct,\mathbf {x} )}
est la dimension 4; les coordonnées d'un événement. À cause de la dilatation du temps, le temps propre est le temps entre deux événements dans un référentiel où ils ont lieu au même endroit. Le temps propre est relié au temps coordonné (en) t par :
{\displaystyle {\frac {d\tau }{dt}}={\frac {1}{\gamma (\mathbf {v} )}}}
où {\displaystyle {\gamma }(\mathbf {v} )} est le facteur de Lorentz :
{\displaystyle \gamma (\mathbf {v} )={\frac {1}{\sqrt {1-\mathbf {v} \cdot \mathbf {v} /c^{2}}}}\,\rightleftharpoons \,\gamma (v)={\frac {1}{\sqrt {1-(v/c)^{2}}}}.}
tel que :
{\displaystyle {\boldsymbol {\mathbf {U} }}=\gamma (\mathbf {v} )(c,\mathbf {v} )}
Les trois premiers termes, à l'exception du facteur de {\displaystyle {\gamma (\mathbf {v} )}}, représentent la vitesse telle qu'elle est vue par l'observateur dans son propre référentiel. Le {\displaystyle {\gamma (\mathbf {v} )}} est déterminé par la vitesse {\displaystyle \mathbf {v} } entre le référentiel de l'observateur et le référentiel de l'objet, qui est le référentiel dans lequel son temps propre est mesuré. Cette quantité est invariable sous la transformations de Lorentz, alors pour vérifier ce qu'a vu un observateur dans un référentiel différent, on multiplie la vitesse du quadrivecteur par la matrice de transformation de Lorentz entre 2 référentiels.

## Dynamique relativiste

### Masse au repos et masse relativiste
La masse d'un objet mesurée dans son propre référentiel est appelée « masse au repos » ou « masse invariante », et peut être écrite : {\displaystyle m_{0}}. Si un objet est en mouvement avec une vitesse {\displaystyle \mathbf {v} } dans un autre référentiel, la quantité {\displaystyle m=\gamma (\mathbf {v} )m_{0}} est souvent appelée « masse relativiste de l'objet » dans ce référentiel.
Une particule dont la masse au repos est nulle est dite « sans masse ». Les photons et les gravitons sont ainsi « sans masse », et les neutrinos le sont presque.
Certains auteurs utilisent {\displaystyle m} pour désigner la masse au repos, mais pour la clarté de cet article, on utilisera {\displaystyle m} pour la masse relativiste et {\displaystyle m_{0}} pour la masse au repos.
Lev Okun suggère que le concept de masse relativiste « n'a pas de justification rationnelle aujourd'hui et ne devrait plus être enseigné ». D'autres physiciens, notamment Wolfgang Rindler et T. R. Sandin, soutiennent que le concept est utile.

### Énergie relativiste et quantité de mouvement
Il y a plusieurs moyens équivalents pour définir la quantité de mouvement et l'énergie en relativité restreinte. L'une des méthodes utilisée est la loi de conservation. Si ces lois demeurent valides en relativité restreinte, elles doivent être vraies dans tous les référentiels possibles. Cependant, si l'on mène quelque expérience de pensée en utilisant la définition newtonienne de la quantité de mouvement et d'énergie, on observe que ces quantités ne sont pas conservées en relativité restreinte. On peut toutefois sauvegarder l'idée de conservation en apportant de petites modifications aux définitions pour tenir compte des vitesses relativistes. Ces nouvelles définitions sont considérées comme correctes pour le calcul de la quantité de mouvement et de l'énergie en relativité restreinte.
Le quadri-moment d'un objet est de forme identique à la quantité de mouvement classique, mais remplaçant 3-vecteurs par 4-vecteurs :
{\displaystyle {\boldsymbol {\mathbf {P} }}=m_{0}{\boldsymbol {\mathbf {U} }}=(E/c,\mathbf {p} )}
L'énergie et la quantité de mouvement d'un objet avec une masse invariable {\displaystyle m_{0}}, se déplaçant à une vitesse {\displaystyle \mathbf {v} } dans un référentiel donné, sont données respectivement par :
{\displaystyle {\begin{aligned}E&=\gamma (\mathbf {v} )m_{0}c^{2}\\\mathbf {p} &=\gamma (\mathbf {v} )m_{0}\mathbf {v} \end{aligned}}}
Le facteur {\displaystyle \gamma } vient de la définition de la quadrivitesse ci-dessous. L'apparition de {\displaystyle \gamma } peut arriver dans une autre situation qui sera détaillée dans une section ultérieure.
L'énergie cinétique, {\displaystyle K}, est définie telle que :
{\displaystyle K=(\gamma -1)m_{0}c^{2}=E-m_{0}c^{2}\,,}
et la vitesse en tant que fonction de l'énergie cinétique est donnée par :
{\displaystyle v=c{\sqrt {1-\left({\frac {m_{0}c^{2}}{K+m_{0}c^{2}}}\right)^{2}}}={\frac {c{\sqrt {K(K+2m_{0}c^{2})}}}{K+m_{0}c^{2}}}={\frac {c{\sqrt {(E-m_{0}c^{2})(E+m_{0}c^{2})}}}{E}}={\frac {pc^{2}}{E}}\,.}
La quantité de mouvement spatiale peut s'écrire : {\displaystyle \mathbf {p} =m\mathbf {v} }, préservant la forme de la mécanique newtonienne avec une masse relativiste qui se substitue à la masse newtonienne. Cependant, cette substitution échoue pour certaines quantités, notamment la force et l'énergie cinétique. La masse relativiste n'est pas invariante lors d'une transformation de Lorentz, alors que la masse au repos l'est. Pour cette raison, d'aucuns préfèrent utiliser la masse au repos et rechercher directement {\displaystyle \gamma } lors d'une quadrivitesse ou lors d'un temps en coordonnées.
Une relation simple entre l'énergie, la masse relativiste et la vitesse peut être obtenue à partir des définitions de l'énergie et de la masse relativiste en multipliant l'énergie par {\displaystyle \mathbf {v} }, multipliant la masse relativiste par {\displaystyle c^{2}}, on note alors que les deux expressions sont égales. Cela permet donc de déduire que :
{\displaystyle \mathbf {p} c^{2}=E\mathbf {v} }
pour éliminer {\displaystyle \mathbf {v} }, divisons cette équation par {\displaystyle c} et ensuite élevons les deux membres au carré, pour obtenir
{\displaystyle (pc)^{2}=E^{2}(v/c)^{2}}
puis, en divisant l'expression de l'énergie par {\displaystyle \gamma } et en prenant ensuite le carré,
{\displaystyle E^{2}\left(1-(v/c)^{2}\right)=\left(m_{0}c^{2}\right)^{2}}
et après substitution, on obtient :
{\displaystyle E^{2}-(pc)^{2}=\left(m_{0}c^{2}\right)^{2}}
la relation relativiste entre l'énergie et la quantité de mouvement (en).
Tandis que l'énergie {\displaystyle E} et la quantité de mouvement {\displaystyle \mathbf {p} } dépendent du référentiel dans lequel elles sont mesurées, la quantité {\displaystyle E^{2}-(pc)^{2}} est invariante. Sa valeur est de {\displaystyle -c^{2}} fois la grandeur au carré du vecteur de quadrivitesse.
La masse invariante d'un système peut s'écrire tel que :
{\displaystyle {m_{0}}_{\text{tot}}={\frac {\sqrt {E_{\text{tot}}^{2}-(p_{\text{tot}}c)^{2}}}{c^{2}}}}
En raison de l'énergie cinétique et de l'énergie de liaison, cette quantité est différente de la somme des masses au repos des particules qui composent le système. La masse au repos n'est pas une quantité conservée en relativité restreinte, contrairement à la physique newtonienne. Cependant, même si un objet change intérieurement, tant qu'il n'échange pas d'énergie ou de quantité de mouvement avec son environnement, sa masse au repos ne changera pas et peut être calculée avec le même résultat dans n'importe quel référentiel.

### E=mc²
L'équation d'équivalence de la masse au repos et de l'énergie est valable pour toutes les particules, même pour les luxons pour lesquels m0 = 0. Dans ce cas :
{\displaystyle E=pc}
Lorsque l'on substitue cette relation d'équivalence à Ev = c2p, on obtient v = c : pour une particule sans masse (tel qu'un photon) qui voyage toujours à la vitesse de la lumière.
La masse restante d'un système composé est généralement légèrement différente de la somme des masses restantes des différentes parties, puisque dans son référentiel de repos leur énergie cinétique augmente la masse et leur énergie de liaison négative diminue la masse. En particulier, une hypothétique « boîte de lumière » aurait une masse au repos même si elle était constituée de particules qui n'en ont pas, puisque leurs impulsions s'annuleraient.
Sur la formule ci-dessus pour la masse invariante d'un système, on constate que quand un objet massif est au repos (v = 0, p = 0), il reste une masse non nulle : m0 = E/c2.
L'énergie correspondante, qui est aussi l'énergie totale lorsqu'une seule particule est au repos, est appelée « énergie de repos ». Dans les systèmes de particules qui sont vus à partir d'un référentiel inertiel en mouvement, l'énergie totale augmente, de même que la quantité de mouvement. Cependant, pour les particules individuelles, la masse au repos reste constante et pour les systèmes de particules, la masse invariante reste constante, car dans les deux cas, l'énergie et la quantité de mouvement qui augmentent se soustraient l'une de l'autre et s'annulent. Ainsi, la masse invariante des systèmes de particules est une constante calculée pour tous les observateurs, tout comme la masse au repos des particules individuelles.

### La masse des systèmes et la conservation de la masse invariante
Pour les systèmes de particules, l'équation énergie-impulsion nécessite d'additionner les vecteurs impulsion des particules :
{\displaystyle E^{2}-\mathbf {p} \cdot \mathbf {p} c^{2}=m_{0}^{2}c^{4}}
Le référentiel inertiel dans lequel les impulsions de toutes les particules s'additionnent à zéro est appelé le centre du référentiel d'impulsions. Dans ce référentiel spécial, l'équation relativiste énergie-impulsion a p = 0, et donne ainsi la masse invariante du système comme l'énergie totale de toutes les parties du système, divisée par c2.
{\displaystyle m_{0,\,{\rm {system}}}=\sum _{n}E_{n}/c^{2}}
C'est la masse invariante de tout système qui est mesurée dans un référentiel où sa quantité de mouvement totale est nulle, comme une bouteille de gaz chaud sur une balance. Dans un tel système, la masse que pèse la balance est la masse invariante, et elle dépend de l'énergie totale du système. C'est donc plus que la somme des masses au repos des molécules, cela comprend également toutes les énergies totalisées dans le système. Comme l'énergie et la quantité de mouvement, la masse invariante des systèmes isolés ne peut pas être modifiée tant que le système reste totalement fermé (aucune masse ou énergie n'est autorisée à entrer ou à sortir), car l'énergie relativiste totale du système reste constante tant que rien ne peut entrer ou sortir.
Une augmentation de l'énergie dans un tel système est provoquée par la translation du système dans un référentiel inertiel qui n'est pas le centre du référentiel de quantité de mouvement, cela provoque une augmentation de l'énergie et de la quantité de mouvement sans augmentation de la masse invariante. La relation d'équivalence (masse-énergie) E = m0c2, cependant,   ne s'applique qu'aux systèmes isolés dans leur référentiel de centre d'impulsion où la somme des impulsions est égale à zéro.
En prenant cette formule pour argent comptant, nous voyons qu'en relativité, la masse est simplement de l'énergie sous un autre nom (et mesurée dans différentes unités). En 1927, Einstein remarque à propos de la relativité restreinte : « Selon cette théorie, la masse n'est pas une grandeur inaltérable, mais une grandeur dépendante (et, en fait, identique à) la quantité d'énergie. ».

### Système fermé (isolé)
Dans un système « totalement fermé » (c'est-à-dire un système isolé), l'énergie totale, la quantité de mouvement totale et, par conséquent, la masse invariante totale sont conservées. La formule d'Einstein pour le changement de masse se traduit par sa forme la plus simple ΔE = Δmc2, cependant, uniquement dans les systèmes non fermés dans lesquels l'énergie est autorisée à s'échapper (par exemple, comme la chaleur et la lumière), et donc la masse invariante est réduite. L'équation d'Einstein montre que de tels systèmes doivent perdre de la masse, conformément à la formule ci-dessus, proportionnellement à l'énergie qu'ils perdent dans l'environnement. Inversement, si l'on peut mesurer les différences de masse entre un système avant qu'il ne subisse une réaction qui libère de la chaleur et de la lumière, et le système après la réaction lorsque la chaleur et la lumière se sont échappées, on peut estimer la quantité d'énergie qui s'échappe du système.

#### Réactions chimiques et nucléaires
Dans les réactions nucléaires et chimiques, l'énergie qui s'échappe du système représente la différence entre les énergies de liaison des électrons dans les atomes (pour la chimie) ou entre les nucléons dans les noyaux (dans les réactions atomiques). Dans les deux cas, la différence de masse entre les réactifs et les produits (refroidis) mesure la masse de chaleur et de lumière qui s'échappera de la réaction, et ainsi (en utilisant l'équation) donne l'énergie équivalente de chaleur et de lumière qui peut être émise si la réaction se déroule .
En chimie, les différences de masse associées à l'énergie émise sont de l'ordre de 10−9 de la masse moléculaire. Cependant, dans les réactions nucléaires, les énergies sont si grandes qu'elles sont associées à des différences de masse, qui peuvent être estimées à l'avance, si les produits et les réactifs ont été pesés (les atomes peuvent être pesés indirectement en utilisant les masses atomiques, qui sont toujours les mêmes pour chaque nucléide). Ainsi, la formule d'Einstein devient importante lorsque l'on a mesuré les masses de différents noyaux atomiques. En regardant la différence de masse, on peut prédire quels noyaux ont stockés de l'énergie qui peut être libérée par certaines réactions nucléaires, fournissant des informations importantes qui ont été utiles dans le développement de l'énergie nucléaire et, par conséquent, la bombe nucléaire. Historiquement, par exemple, Lise Meitner a pu utiliser les différences de masse des noyaux pour estimer qu'il y avait suffisamment d'énergie disponible pour faire de la fission nucléaire un processus favorable. Les implications de cette forme particulière de la formule d'Einstein en ont donc fait l'une des équations les plus célèbres de toute la science.

#### Centre du référentiel de quantité de mouvement
L'équation E = m0c2 ne s'applique qu'aux systèmes isolés dans leur centre du référentiel de quantité de mouvement. Elle est généralement mal interprétée, les gens pensant que la masse peut être « convertie » en énergie, après quoi la « masse » disparaît. Cependant, les explications populaires de l'équation appliquée aux systèmes incluent les systèmes ouverts (non isolés) pour lesquels la chaleur et la lumière sont autorisées à s'échapper, alors qu'elles auraient autrement contribué à la masse (masse invariante) du système.
Historiquement, la confusion au sujet de la "conversion" de la masse en énergie a été facilitée par la confusion entre la masse et la "matière", où la matière est définie comme des particules de fermion. Dans une telle définition, le rayonnement électromagnétique et l'énergie cinétique (ou la chaleur) ne sont pas considérés comme de la « matière ». Dans certaines situations, la matière peut en effet être convertie en formes d'énergie non-matière , mais dans toutes ces situations, les formes d'énergie matière et non-matière conservent toujours leur masse d'origine.
Pour les systèmes isolés (fermés à tout échange de masse et d'énergie), la masse ne disparaît jamais au centre du référentiel de quantité de mouvement, car l'énergie ne peut pas disparaître. Au lieu de cela, cette équation, dans le contexte, signifie seulement que lorsqu'une énergie est ajoutée à, ou s'échappe d'un système dans le centre du référentiel de quantité de mouvement, le système sera mesuré comme ayant gagné ou perdu de la masse, proportionnellement à l'énergie ajoutée. ou supprimé. Ainsi, en théorie, si une bombe atomique était placée dans une boîte assez forte pour contenir son souffle, et explosait sur une balance, la masse de ce système fermé ne changerait pas, et la balance ne bougerait pas. Ce n'est que lorsqu'une "fenêtre" transparente était ouverte dans la boîte remplie de plasma ultra-puissant, que la lumière et la chaleur pouvaient s'échapper dans un faisceau et que les composants de la bombe se refroidissaient, que le système perdrait la masse associée à l'énergie de l'explosion. Dans une bombe de 21 kilotonnes, par exemple, environ un gramme de lumière et de chaleur est créé. Si cette chaleur et cette lumière pouvaient s'échapper, les restes de la bombe perdraient un gramme de masse en refroidissant. Dans cette expérience de pensée, la lumière et la chaleur emportent le gramme de masse, et déposeraient donc ce gramme de masse dans les objets qui les absorbent.

### Électromagnétisme et relativité restreinte
- G.A.G. Bennet, Electricity and Modern Physics, Edward Arnold (UK), 1974 (ISBN 0-7131-2459-8)
- I.S. Grant, W.R. Phillips et Manchester Physics, Electromagnetism, John Wiley & Sons, 2008 (ISBN 978-0-471-92712-9)
- D.J. Griffiths, Introduction to Electrodynamics, Pearson Education, Dorling Kindersley, 2007 (ISBN 978-81-7758-293-2)

### Mécanique classique et relativité restreinte
- J.R. Forshaw et A.G. Smith, Dynamics and Relativity, Wiley, 2009 (ISBN 978-0-470-01460-8)
- D. Kleppner et R.J. Kolenkow, An Introduction to Mechanics, Cambridge University Press, 2010 (ISBN 978-0-521-19821-9)
- L.N. Hand et J.D. Finch, Analytical Mechanics, Cambridge University Press, 2008 (ISBN 978-0-521-57572-0)
- P.J. O'Donnell, Essential Dynamics and Relativity, CRC Press, 2015 (ISBN 978-1-4665-8839-4)

### Relativité générale
- D. McMahon, Relativity DeMystified, Mc Graw Hill, 2006 (ISBN 0-07-145545-0)
- J.A. Wheeler, C. Misner et K.S. Thorne, Gravitation, W.H. Freeman & Co, 1973 (ISBN 0-7167-0344-0)
- J.A. Wheeler et I. Ciufolini, Gravitation and Inertia, Princeton University Press, 1995 (ISBN 978-0-691-03323-5)
- R.J.A. Lambourne, Relativity, Gravitation, and Cosmology, Cambridge University Press, 2010 (ISBN 978-0-521-13138-4)